# La più bella serata della mia vita
La più bella serata della mia vita è un film del 1972 diretto da Ettore Scola e interpretato da Alberto Sordi. Il film è liberamente tratto dal romanzo La panne. Una storia ancora possibile di Friedrich Dürrenmatt, da cui è stato tratto anche un adattamento teatrale.

## Trama

Janet Agren e Alberto Sordi in una scena del film

Alfredo Rossi si reca dall'Italia in Svizzera a bordo della sua costosa Maserati Indy per esportare clandestinamente una grossa somma di denaro in una banca locale che però, al suo arrivo, è già chiusa da qualche minuto. È quindi costretto a ripartire, ma la sua auto è bloccata da una moto posteggiata in maniera maldestra. La proprietaria, un'affascinante e misteriosa motociclista in tuta di pelle nera, non lo degna di una parola e si allontana con la sua moto. Alfredo non si dà per vinto e, salito in macchina, inizia ad inseguirla fino a giungere a una strada isolata in mezzo ai monti dove la sua auto si ferma all'improvviso per uno strano e inspiegabile guasto al motore. Alfredo chiede aiuto presso un castello poco distante, affinché telefonino a dei meccanici.
Qui viene a sapere che il proprietario della magione è un conte e che egli e tre suoi amici, due ex magistrati in pensione e un cancelliere, sono soliti fare per gioco i processi a persone famose del passato, ma ancor più preferiscono, quando se ne presenta l'occasione, processare gli ospiti del castello. Alfredo viene quindi invitato a rimanere, ma sulle prime è intenzionato a rifiutare. Riportatagli l'auto, i due meccanici intervenuti lo avvertono che non ha alcun guasto e Alfredo si appresta a ripartire, ma rientrato nel castello per ringraziare e salutare il conte e i suoi amici, viene attratto da Simonetta, la giovane cameriera del castello che scorge nuda mentre si sta asciugando i capelli e decide così di rimanere, venendo ospitato nella camera dove ha dormito Napoleone Bonaparte.
Durante l'opulento e raffinato banchetto accompagnato da numerosi e preziosissimi vini, inizia il processo-farsa e, poco alla volta, sotto le domande incalzanti dei tre, emerge lo squallore morale di Alfredo. Se all'inizio si tratta di cose di poco conto, come il presentarsi con il titolo di "dottore" quando invece ha solo un'istruzione assai modesta, si passa poi alla richiesta di una spiegazione circa l'origine della sua evidente agiatezza e della sua vita così sfacciatamente dispendiosa. Alfredo, quasi con orgoglio, candidamente ammette d'essere riuscito, quando ancora era solo un semplice piazzista della ditta, a ingraziarsi i capi della casa madre americana, arrivando, dopo averne sedotto la moglie, a prendere il posto del suo capo in Italia quando quest'ultimo era prematuramente scomparso per un infarto. Ciò porta il pubblico ministero a formulare un'accusa di omicidio nei confronti di Alfredo. Nel corso della sua requisitoria, lo descrive come un uomo scaltro e determinato, capace di farsi strada con ogni mezzo pur di elevarsi dalle sue umili origini, chiedendo il massimo della pena.

Dopo essersi tolto il casco, la bella motociclista si rivela essere Simonetta.

Alfredo, affascinato da tale narrazione, lo applaude, perché viene esaltata la sua figura di arrampicatore sociale, mentre è totalmente deluso dall'arringa del suo avvocato che sostiene la sua pochezza e inettitudine, che lo ha portato ad avere successo solamente per un colpo di fortuna, chiedendo per lui il proscioglimento con formula piena. Dopo una breve pausa, la corte annuncia la sentenza: Alfredo è condannato a morte. In un primo momento, tanto è verosimile la messinscena, Alfredo si spaventa davvero, ma poi si ricorda, rinfrancandosi, che si tratta soltanto di un gioco. Durante la notte, dopo aver ottenuto la promessa da parte di Simonetta di esaudire il suo "ultimo desiderio" di fare l'amore con lei, Alfredo si addormenta e in sogno vive un incubo dove viene trascinato al patibolo dalla bella e misteriosa motociclista, finendo decapitato.
Risvegliatosi e rimproverata la cameriera di non aver mantenuto la promessa, si congeda, scoprendo di essere stato ospite di un albergo in cui gli viene presentato un salatissimo e dettagliatissimo conto per l'ospitalità ricevuta, compreso il gioco del processo. Salutato con uno spettacolo folkloristico, riceve come souvenir una pergamena con la sua "sentenza". Partito dal castello incontra nuovamente la misteriosa motociclista in tuta nera e ricomincia a seguirla, finché, giunto in prossimità di un ponte in costruzione,  precipita, poiché la pergamena finisce sotto il pedale del freno impedendogli di frenare. Mentre precipita, scopre che la bella motociclista, che si rivela togliendosi il casco, altri non era che Simonetta, la bella cameriera del castello.

## Produzione
Il film è stato girato all'interno del Castello di Tures (in Italia, in provincia di Bolzano).